# Хеучешть
Хеучешть, Хеучешті (рум. Hăucești) — село у повіті Біхор в Румунії. Входить до складу комуни Кішлаз.
Село розташоване на відстані 432 км на північний захід від Бухареста, 27 км на північний схід від Ораді, 117 км на північний захід від Клуж-Напоки.

## Населення
За даними перепису населення 2002 року у селі проживали 55 осіб, з них 52 особи (94,5%) румунів. Усі жителі села рідною мовою назвали румунську.